# Old Rottenhat
Old Rottenhat – piąty studyjny album Roberta Wyatta nagrany w 1984 i 1985 i wydany w 1985 roku.

## Historia i charakter albumu
1984 r. był okresem mocnego zaangażowania się politycznego Roberta Wyatta i to jego nastawienie znalazło swój wyraz na albumie i w innych nagraniach z tych czasów.
W pierwszej połowie 1984 r. nagrał „czwórkę” (EP-kę) Work in Progess wydaną w sierpniu, z utworem „Biko” Petera Gabriela.
31 października Wyatt wziął udział w projekcje „The Last Nightingale” z takimi muzykami jak Lindsay Cooper, Chris Cutler, Bill Gilonis, Tim Hodgkinson. Celem projektu było finansowe wspomożenie strajkujących górników. Pieniądze pochodziły ze sprzedaży nagranych „czwórek” i wydanych w połowie listopada 1984 r.
14 listopada odbyły się pierwsze sesje do projektowanego albumu. Wyatt nagrał następujące utwory: „Castles Built on Sand”, Old School Ties”, „East Timor” i „Chairman Mao”. Były to robocze tytuły i „Castles Built on Sand” zmienił się w „The Age of Self”. „Chairman Mao” był kompozycją Charliego Hadena.
30 sierpnia 1985 r. Wyatt nagrał singla z The Swapo Sisters.
Latem Wyatt kontynuował nagrywanie albumu Old Rottenhat.
Album jest spokojnym i melancholijnym „atakiem” na polityczne i socjalne poglądy tego okresu. Wyatt powołuje się na Noama Chomsky'ego.
Robert Wyatt grał na wszystkich instrumentach.
Album dedykowany jest Michaelowi Bettany'emu, który został oskarżony o próbę sprzedaży tajemnic państwowych Związkowi Radzieckiemu i jako zdrajca skazany na karę więzienia.

## Muzycy
- Robert Wyatt – śpiew (wszystkie utwory poza 4), instrumenty klawiszowe (wszystkie utwory poza 9), pianino (9), perkusja (2, 3, 4, 5, 7, 9, 10)
- Alfreda Benge – głos (9)

## Spis utworów
Strona pierwsza1, 2, 3, 4, 5, 6
Strona druga7, 8, 9, 10
| 1.  | Alliance         | 4:24  |
|     |                  |       |
| 2.  | US of Amnesia    | 5:50  |
|     |                  |       |
| 3.  | East Timor       | 2:52  |
|     |                  |       |
| 4.  | Speechless       | 3:37  |
|     |                  |       |
| 5.  | The Age of Self  | 2:50  |
|     |                  |       |
| 6.  | Vandalusia       | 2:44  |
|     |                  |       |
| 7.  | The British Road | 6:23  |
|     |                  |       |
| 8.  | Mass Medium      | 4:43  |
|     |                  |       |
| 9.  | Gharbzadegi      | 7:54  |
|     |                  |       |
| 10. | P.L.A.           | 2:31  |
|     |                  |       |
|     |                  | 43:48 |
|     |                  |       |
- Wszystkie kompozycje Roberta Wyatta

## Opis płyty
- Data nagrania – 14 listopada 1984
- Miejsce nagrania – West 3 Studios
- Inżynier – John McGowan
- Data nagrania – lato 1985
- Miejsce nagrania – Acre Lane Studios w Brixton
- Inżynier – Bill Gill Gilonis
- Długość – 43:51
- Okładka – Alfreda Benge
- Projekt – Caryn Gough (Multi-Modis)
- Firma nagraniowa – WB LP Rough Trade
- Numer katalogowy – Rough RT69
- Data wydania – listopad 1985
- Inne wydania

LP Rough Trade 70406; CD Rough Trade CD69; Hannibal 1434; CD Thirsty Ear thi 57051.2